# العلاقات التشيلية السنغافورية
العلاقات التشيلية السنغافورية هي العلاقات الثنائية التي تجمع بين تشيلي وسنغافورة.

## مقارنة بين البلدين
هذه مقارنة عامة ومرجعية للدولتين:
| وجه المقارنة                                              | تشيلي                         | سنغافورة                                                             |
| --------------------------------------------------------- | ----------------------------- | -------------------------------------------------------------------- |
| المساحة (كم2)                                             | 756.10 ألف                    | 719                                                                  |
| عدد السكان (نسمة)                                         | 17.37 مليون                   | 5.89 مليون                                                           |
| الكثافة السكانية (ن./كم²)                                 | 22.97                         | 819.19 ألف                                                           |
| العاصمة                                                   | سانتياغو                      | سنغافورة                                                             |
| اللغة الرسمية                                             | اللغة الإسبانية               | لغة إنجليزية، اللغة الملايو، اللغة الصينية القياسية، اللغة التاميلية |
| العملة                                                    | بيزو تشيلي، وحدة حساب تشيلية ‏ | دولار سنغافوري                                                       |
| الناتج المحلي الإجمالي (بليون دولار)                      | 277.08 مليار                  | 323.91 مليار                                                         |
| الناتج المحلي الإجمالي (تعادل القوة الشرائية) بليون دولار | 419.39 مليار                  | 472.59 مليار                                                         |
| الناتج المحلي الإجمالي الاسمي للفرد دولار أمريكي          | 13.42 ألف                     | 52.89 ألف                                                            |
| الناتج المحلي الإجمالي للفرد دولار أمريكي                 | 22.07 ألف                     | 82.76 ألف                                                            |
| مؤشر التنمية البشرية                                      | 0.832                         | 0.925                                                                |
| رمز المكالمات الدولي                                      | +56                           | +65                                                                  |
| رمز الإنترنت                                              | .cl                           | .sg                                                                  |
| المنطقة الزمنية                                           | 00، 00، 00، 00                | ت ع م+08:00، توقيت سنغافورة المنسق ‏                                  |

## منظمات دولية مشتركة
يشترك البلدان في عضوية مجموعة من المنظمات الدولية، منها:
| علم المنظمة | اسم المنظمة                                      | تاريخ انضمام تشيلي | تاريخ انضمام سنغافورة |
| ----------- | ------------------------------------------------ | ------------------ | --------------------- |
|             | مؤسسة التنمية الدولية                            | 30 ديسمبر 1960     | 27 سبتمبر 2002        |
|             | يونسكو                                           | 7 يوليو 1953       | 8 أكتوبر 2007         |
|             | وكالة ضمان الاستثمار متعدد الأطراف               | 12 أبريل 1988      | 24 فبراير 1998        |
|             | الأمم المتحدة                                    | 24 أكتوبر 1945     | 21 سبتمبر 1965        |
|             | الاتحاد البريدي العالمي                          | ?                  | ?                     |
|             | البنك الدولي للإنشاء والتعمير                    | 31 ديسمبر 1945     | 3 أغسطس 1966          |
|             | المنظمة الهيدروغرافية الدولية                    | ?                  | ?                     |
|             | الاتحاد الدولي للاتصالات                         | 1908               | 22 أكتوبر 1965        |
|             | منظمة حظر الأسلحة الكيميائية                     | ?                  | ?                     |
|             | مؤسسة التمويل الدولية                            | 15 أبريل 1957      | 4 سبتمبر 1968         |
|             | المركز الدولي لتسوية المنازعات الاستشارية        | 24 أكتوبر 1991     | 13 نوفمبر 1968        |
|             | منظمة التجارة العالمية                           | ?                  | ?                     |
|             | منتدى التعاون الاقتصادي لدول آسيا والمحيط الهادئ | 11 نوفمبر 1994     | 6 نوفمبر 1989         |
|             | منظمة الشرطة الجنائية الدولية                    | ?                  | ?                     |

## وصلات خارجية
- موقع وزارة الخارجية التشيلية
- موقع وزارة الخارجية السنغافورية